# Alfred Liskow
Alfred Liskow, též Liskov, Liskof, Albert Liskow, Albert Liskov (1910 – asi 1943 u Novosibirska) byl německý voják, antifašista a vojenský zběh, který v předvečer operace Barbarossa (vpádu nacistického Německa do Sovětského svazu) informoval velení Rudé armády o hrozící německé agresi.

## Životopis
Alfred Liskow se narodil v roce 1910. Před II. světovou válkou pracoval v truhlářské továrně v Kolbergu. Sloužil v 221. pluku 15. pěší divize, který byl dislokován v předvečer německé invaze do SSSR na severu města Sokal ve Lvovské oblasti. S poznáním hrozícího útoku překročil okolo 21. hodiny 21. června 1941 řeku Západní Bug a vzdal se jednotce vojáků 90. oddílu sovětské pohraniční stráže. Při výslechu uvedl, že za úsvitu 22. června německá armáda zaútočí po celé sovětsko-německé hranici.
Po vypuknutí druhé světové války se v Sovětském svazu zapojil do protinacistických aktivit. Jeho příběh byl zveřejněn v novinách a na letácích. Spolu s dalšími antifašisty, umělci se zúčastnil propaganistické kampaně, která se konala po celé zemi.
Dostal se však postupně do konfliktu se zástupci Kominterny (Georgi Dimitrov, Dmitrij Zacharovič Manuilski a Palmiro Togliatti), které obvinil ze zrady. V září 1941 byla zřízena komise pod vedením Waltera Ulbrichta, aby zrevidoval Liskowovu činnost. Výsledky Komise byly dne 26. září 1941 zaslány orgánům NKVD. Georgi Dimitrov pak ještě 23. prosince téhož roku znovu apeloval na vedení NKVD, kdy Liskowa obvinil jako fašistu a antisemitu.
Dne 15. ledna 1942 byl Liskow zatčen, ale předstíral šílenství, a tak byl záhy 16. července 1942 rehabilitován. Poté se objevil v Novosibirsku, kde informace o něm mizí kolem roku 1943 a jeho konečný osud je neznámý. Je známo, že Stalin později nařídil popravu „německého dezertéra“ pro dezinformace, ale není jasné, zda se toto nařízení týká Liskowa, či jiného německého dezertéra.